# Rectoria de les Gunyoles
La Rectoria de les Gunyoles és un edifici situat a la plaça de l'Església de Les Gunyoles, al municipi d'Avinyonet del Penedès (Alt Penedès) protegit com a bé cultural d'interès local.

## Descripció
És una casa entre mitgeres composta de planta baixa, pis i golfes. Composició simètrica de la façana, amb portal central d'arc rebaixat, a la planta baixa i balcó al primer pis, i amb finestres laterals a ambdós pisos. Galeria superior de finestres d'arc de mig punt emmarcades per superfícies en relleu rectangulars, amb línia de separació de pisos i línia d'impostes motllurada. Coronament amb ràfec motllurat. A dalt de la cantonada de la finestra dreta de la planta baixa hi ha un misteri del Viacrucis del poble de les Gunyoles, que comença aquí i acaba a les Tres Creus.